# جون كاربنتر (منافس ألعاب قوى)
جون كاربنتر (بالإنجليزية: John Carpenter)‏ هو منافس ألعاب قوى أمريكي، ولد في 7 ديسمبر 1884 في واشنطن العاصمة في الولايات المتحدة، وتوفي في 4 يونيو 1933 في شيكاغو في الولايات المتحدة.

## وصلات خارجية
- جون كاربنتر على موقع أوليمبيديا (الإنجليزية)
- جون كاربنتر على موقع الموسوعة البريطانية (الإنجليزية)